# Mont Okkabake
Le mont Okkabake (オッカバケ岳, Okkabake-dake) est un volcan de la péninsule de Shiretoko en Hokkaidō au nord-est du Japon.